# رابرت وارویک
رابرت وارویک (انگلیسی: Robert Warwick؛ ۹ اکتبر ۱۸۷۸ – ۶ ژوئن ۱۹۶۴) هنرپیشه اهل ایالات متحده آمریکا بود.
از فیلم‌هایی که وی در آن نقش داشته است، می‌توان به دختر اهل کلگری، طلای ساتر، راه بازگشت، فراری از گروه مجرمان، داستان دو شهر، ماری ملکه اسکاتلند و دکتر ایکس اشاره کرد.